# Ризер, Михаэль

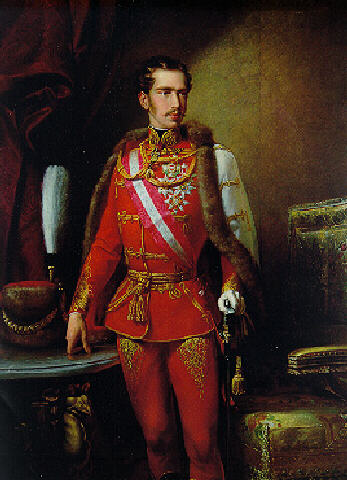
Михаэль Ризер. Портрет Франца Иосифа I (1855)

Михаэль Ризер (нем. Michael Rieser; 5 или 6 сентября 1828, Шлиттерс, Тироль — 9 ноября 1905, Вена) — австрийский художник.

## Биография
Михаэль Ризер учился в Данцигской школе искусств, затем в Мюнхене у Христиана Рубена. 
В 1861—1864 годах жил и работал в столице Италии городе Риме, затем в Вене. 
С 1868 по 1888 год был профессором венской Художественно-промышленной школы, где наиболее известными его учениками были Густав Климт и Франц фон Мач.
Помимо портретной, пейзажной, жанровой живописи Ризер создавал алтарные образы — в частности, ему принадлежит мозаика главного алтаря в венском Шотландском монастыре (1880).